# 樋口卓也
樋口 卓也（ひぐち たくや、1973年 - ）は、日本の弁護士。第二東京弁護士会所属。弁護士法人サンク総合法律事務所の代表。

## 経歴・人物
商社マンの父につれられて幼少期をナイジェリア、サウジアラビアで過ごす。
学習院大学法学部、学習院大学法学研究科（修士）卒業。修士課程での専門は憲法で、論文のテーマは平等原則であった。
司法修習第55期を経て、2002年11月弁護士登録。
2002年11月より、東京中央区の辻総合法律事務所（現、東京銀座総合法律事務所）に勤務。
2009年3月、独立して、樋口総合法律事務所 を開設。
2017年6月、弁護士法人サンク総合法律事務所を開設し、代表弁護士となる。
取扱業務は、一般民事全般、刑事事件、企業法務、債務整理・破産手続き・再生、交通事故、家事事件（離婚問題、遺言・相続問題）、労働事件。
依頼を受けた分野であれば、多岐に渡って取り組む。
趣味は、料理、ゴルフ、映画観賞。

## 所属
- 第二東京弁護士会

## メディア出演・掲載
- 日刊大衆
- J-CASTニュース
- 私の弁護史 他多数